# Yunhe (Lishui)
Yunhe (云和县,  Yúnhé Xiàn) ist ein Kreis der bezirksfreien Stadt Lishui in der südchinesischen Provinz Zhejiang. Er hat eine Fläche von 989,6 km² und zählt 129.216 Einwohner (Stand: Zensus 2020).

## Administrative Gliederung
Auf Gemeindeebene setzt sich Yunhe aus vier Großgemeinden, acht Gemeinden und zwei Nationalitätengemeinden der She zusammen. Diese sind:
- Großgemeinde Yunhe (云和镇), Sitz der Kreisregierung;
- Großgemeinde Chongtou (崇头镇);
- Großgemeinde Jinshuitan (紧水滩镇);
- Großgemeinde Shitang (石塘镇);
- Gemeinde Chishi (赤石乡);
- Gemeinde Dawan (大塆乡);
- Gemeinde Dayuan (大源乡);
- Gemeinde Huangyuan (黄源乡);
- Gemeinde Shapu (沙铺乡);
- Gemeinde Yunfeng (云丰乡);
- Gemeinde Yuntan (云坛乡);
- Gemeinde Zhucun (朱村乡);
- Gemeinde Anxi der She (安溪畲族乡);
- Gemeinde Wuxi der She (雾溪畲族乡).